# Nature morte au homard
Nature morte au homard ou Tableau de nature morte, dit Nature morte au homard et Trophées de chasse et de pêche est un tableau d’Eugène Delacroix réalisé en 1827 et exposé au Salon Carré du musée du Louvre la même année (no 300). Il fait partie des collections du département des peintures du musée du Louvre, où il est entré en 1906 par donation d'Étienne Moreau-Nélaton avec interdiction de prêt. Il a été exposé au Musée des Arts décoratifs (Paris) entre 1907 et 1934.

## Historique
Ce tableau est commandé à Delacroix comme décor de salle à manger par le général Charles Yves César Cyr du Coëtlosquet, pour son château de Beffes. Le peintre écrit à son ami Charles Raymond Soulier le 28 septembre 1827 : « J'ai achevé le tableau d'animaux du général et je lui ai déterré un cadre rococo que je fais redorer et qui fera merveille. Il a déjà donné dans l'œil à une provision d'amateurs et je crois que cela sera drôle au Salon ». Au même Salon, Delacroix présente La Mort de Sardanapale, dont l'effet scandaleux éclipsa sans doute la « drôlerie  » de sa nature morte.

## Description
Une nature morte faite de reliefs de chasse et de pêche est représentée dans un paysage.

## Analyse
Plus que de Pierre Paul Rubens et de Jean Siméon Chardin, cette peinture, par sa singularité, se rapproche de la peinture anglaise, et notamment de John Constable : Delacroix s'est en effet rendu en Grande-Bretagne en 1825, après avoir admiré les tableaux de peintre anglais au Salon de 1824.

## Exposition
Cette peinture est exposée dans le cadre de l'exposition Les Choses. Une histoire de la nature morte au musée du Louvre du 12 octobre 2022 au 23 janvier 2023, parmi les œuvres de l'espace nommé « Tout reclasser ».